# Da qui all'eredità
Da qui all'eredità è un film del 1955 diretto da Riccardo Freda.